# Овнатанян (кратер)
Овнатанян (лат. Hovnatanian) — ударный кратер на Меркурии. Максимальный размер — 34 км, координаты центра — 7°41′ ю. ш. 172°50′ в. д. / 7,69° ю. ш. 172,84° в. д..
Кратер вытянут с севера на юг. На восток и запад от него расходятся яркие лучи выбросов, напоминающие крылья бабочки. Это показывает, что он образовался от удара астероида, летевшего с севера на юг или с юга на север под очень малым углом к горизонту (меньшим, чем у астероида, сформировавшего соседний кратер Ци Байши). Судя по хорошей сохранности лучевой системы, эти кратеры образовались относительно недавно.
Кратер был открыт на снимках, полученных космическим аппаратом «Мессенджер» 14 января 2008 года (во время первого пролёта около Меркурия). Он назван в честь известного армянского художника XIX века Акопа Овнатаняна. 20 ноября 2008 года это название было утверждено Международным астрономическим союзом.